# Ley de Prevención de Crímenes de Odio Matthew Shepard y James Byrd Jr.
La ley Matthew Shepard, oficialmente Matthew Shepard and James Byrd, Jr. Hate Crimes Prevention Act (Ley para la prevención de los delitos de odio Matthew Shepard y James Byrd Jr.) es una ley del Congreso de los Estados Unidos aprobada el 22 de octubre de 2009, y ratificada por el presidente Barack Obama el 28 de octubre de 2009 como parte de la ley de autorización de defensa nacional para 2010 (H.R. 2647). Esta medida amplía la ley federal de delitos de odio de 1969 para incluir los crímenes motivados por el género, orientación sexual, identidad de género o discapacidad de las víctimas, sea real o supuesta.
La ley también dispone:
- Eliminar el requisito de que la víctima esté realizando una actividad protegida federalmente, como ir a votar o ir a la escuela.
- Da a las autoridades federales mayor capacidad de involucrarse en la investigación de delitos de odio que las autoridades locales decidan no perseguir.
- Provee de 5 millones de dólares por año en fondos para los años 2010 a 2012 para ayudar al estado y las agencias locales a pagar las investigaciones y la persecución de los delitos de odio
- Exige al FBI elaborar estadísticas por los delitos de odio contra las personas transexuales (ya se realizaban estadísticas de los otros grupos).[4]

Esta ley es la primera ley federal que extiende la protección legal a las personas transexuales.

## Origen
La ley lleva el nombre de dos víctimas de delitos de crímenes de odio en los Estados Unidos, Matthew Shepard y James Byrd Jr. Matthew Shepard era un joven estudiante que fue torturado y asesinado en 1998 cerca de Laramie, Wyoming, por ser gay. Sus asesinos no fueron acusados de un delito de odio porque en aquella época la ley de delitos de odio de Wyoming no cubría los ataques a los homosexuales. James Byrd Jr. era un hombre afroamericano que fue atado a un camión, arrastrado y decapitado por tres supremacistas blancos en Jasper, Texas en 1998. En aquella época, en Texas no había una ley contra delitos de odio.
Los asesinatos y posteriores juicios que despertaron la atención nacional e internacional abrieron el debate para reformar la legislación contra los delitos de odio de los Estados Unidos tanto a nivel estatal como federal.

## Precedentes
La ley federal contra los delitos de odio de 1969 (18 U.S.C. § 245(b)(2)) se aplicaba a los crímenes motivados por la raza, color de piel, religión o nacionalidad, fuera real o supuesta, y solamente si la víctima estaba realizando una actividad protegida federalmente como ir a votar o a la escuela. Las penas impuestas por la ley entonces vigente y la anterior, LLEHCPA, Local Law Enforcement Hate Crimes Prevention Act (Ley local de orden público para la prevención de los delitos de odio), originalmente llamada  "Local Law Enforcement Enhancement Act" (Ley local de mejora del orden público), para delitos de odio con armas de fuego eran de prisión superiores a 10 años, mientras que los delitos que involucraban rapto, violación o asesinato podían suponer la cadena perpetua.
Según las estadísticas del FBI de los más de 113.000 delitos de odio cometidos hasta 1991, el 55% se produjeron por motivos raciales, el 17% por motivos religiosos, el 14% por orientación sexual, el 14% por motivos de nacionalidad y el 1% motivado por la discapacidad de la víctima.
La ley fue apoyada por 31 fiscalías y unas 210 agencias nacionales de seguridad, organizaciones profesionales, de educación y de derechos civiles, incluyendo a la AFL-CIO, la Asociación Médica Estadounidense, la Asociación Estadounidense de Psicología y la NAACP. Una encuesta de 2001 indicó que el 73% de los estadounidenses estaban a favor de que la legislación contra los delitos de odio incluyera los cometidos por la orientación sexual.
La LLEHCPA se mantuvo de forma sustancialmete igual en cada legislatura desde el congreso 105.º de 1999. La ley de 2007 se amplió respecto a sus predecesoras para incluir a los transexuales y hacer explícito que la ley no debía ser interpretada para restringir la libertad de expresión o asociación de la gente.

## Oposición
James Dobson, fundador del grupo de presión social conservador Enfoque a la Familia (Focus on the Family), se opuso a la ley argumentando que supondría «un bozal para la gente de fe que se atreve a expresar sus preocupaciones moral y bíblica sobre la homosexualidad.» Aunque el proyecto HR 1592 contenía una "regla de interpretación" que especificaba que «Nada en esta ley (…) se interpretará para prohibir cualquier conducta de expresión protegida, o cualquier actividad de la libertad de expresión o la libertad de pensamiento protegidas por la Primera enmienda de la Constitución.»
El senador Jeff Sessions, entre otros senadores, estaba preocupado porque la ley no protegiera a todos los individuos por igual. El senador Jim DeMint de Carolina del Sur argumentó contra la ley diciendo que era innecesaria, que violaba la 14.ª enmienda y que sería un paso adelante hacia la persecución de los «delitos de pensamiento». Cuatro miembros de la comisión derechos civiles de los EE. UU. escribieron una carta exponiendo su oposición a la ley, citando su preocupación por la non bis in idem.

## Historia legislativa

### Congresos del 107.º al 109.º
El proyecto de ley fue presentado en la Cámara de Representantes de los Estados Unidos el 3 de abril de 2001 del 107.º congreso por John Conyers y fue derivado al subcomité sobre delitos. La ley cayó cuando falló su avance en el comité.
Conyers la presentó en los congresos 108.º y 109.º (el 22 de abril de 2004 y el 26 de mayo de 2005, respectivamente). Como anteriormente cayó ambas veces al no avanzar en el comité.
Un proyecto similar fue presentado por el senador Gordon H. Smith como una enmienda a la a la ley de autorización de defensa nacional Ronald W. Reagan del año fiscal 2005 (S 2400 Archivado el 4 de enero de 2011 en Wayback Machine.) el 14 de junio de 2004. A pesar de que la enmienda fue aprobada en el senado en una votación de 65 a 33, la enmienda posteriormente fue eliminada en un comité del congreso.

### Congreso 110.º
Conyers volvió a presentar el proyecto de ley por cuarta vez en la cámara el 30 de marzo de 2007. La versión de la ley de 2007 añadía la identidad de género a la lista de causas de crímenes de odio, y volvió a ser remitida a la subcomisión de delitos.
Esta vez el proyecto de ley fue aprobado por el subcomité en una votación a viva voz y por el comité judicial al completo por 20 a 14 votos. Entonces el proyecto emprendió su camino al pleno del congreso, donde fue aprobado por 237 a favor y 180 en contra el 3 de mayo de 2007, con Barney Frank, uno de los dos miembros del congreso gais declarados, presidiendo la sesión.
Entonces el proyecto de ley fue remitido al senado donde fue introducida por los senadores Ted Kennedy y Gordon Smith el 12 de abril de 2007. Se remitió al comité judicial del senado donde cayó.
El 11 de julio de 2007 Kennedy intentó introducir de nuevo la ley como una enmienda a la ley del senado de reautorización de defensa (H.R.1585 Archivado el 15 de enero de 2009 en Wayback Machine.). La enmienda de delitos de odio tuvo 44 ponentes más, incluidos 4 republicanos. Después de que los republicanos lo calificaran de una maniobra obstruccionista a la ley de retirada de tropas el líder de la mayoría del senado Harry Reid retrasó la votación sobre la enmienda de delitos de odio y la ley de defensa hasta septiembre.
El proyecto de ley fue aprobado en el senado el 27 de septiembre de 2007 como enmienda de la ley de reautorización de defensa. La votación fue de 60 favor 39 en contra. Tras lo cual la enmienda fue aprobada en votación a viva voz. Entonces el presidente Bush señaló que vetaría la ley de defensa si llegaba a su mesa con la ley de delitos de odio adjunta. Al final la enmienda fue retirada por los líderes demócratas por la oposición de los demócratas antiguerra, los grupos conservadores y Bush.
Al final de 2008 en la web del entonces presidente Barack Obama se afirmó que uno de los objetivos de su nueva administración sería que esta ley se aprobara.

### Congreso 111.º

#### Congreso

Representación territorial del congreso que aprobó la ley por una votación 249–175.
Sí demócrata
Sí republicano
Abstención
No demócrata
No republicano

Conyers presentó la ley por quinta vez en el congreso el 2 de abril de 2009. En su discurso de presentación señaló que muchos grupos de orden público apoyaban la ley como la Asociación internacional de jefes de policía, la Asociación nacional de sheriffs y 31 fiscalías, y justificó la implicación federal por el impacto que la violencia de los delitos de odio causan en las comunidades.
El proyecto de ley fue inmediatamente remitido al comité judicial, donde fue aprobado por una votación de 15–12 el 23 de abril de 2009.
El 28 de abril de 2009 el congresista demócrata Mike Honda afirmó que si la ley se aprobara ayudaría a prevenir asesinatos de ciudadanas transexuales Angie Zapata. En cambio el congresista republicano Steve King era una expansión de una categoría de crímenes de pensamiento y comparó la ley con la novela 1984. El mismo día el Comité de reglas del congreso mantuvo una hora y 20 minutos de debate sobre el tema.
Entonces el proyecto de ley se trasladó al pleno del congreso para ser debatido. Durante el debate el diputado demócrata Jan Schakowsky afirmó que la ley ayudaría a prevenir asesinatos como los cometidos por Benjamin Nathaniel Smith y que sería un importante paso hacia una sociedad más justa. Tras la votación el congresista republicano Trent Franks afirmó que la igualdad de protección sea cual sea la condición es una premisa fundamental de la nación así que la ley era innecesaria, y que impediría a las organizaciones religiosas a expresar libremente sus creencias (aunque la ley alude solamente a los actos violentos, no a las palabras.)
El proyecto de ley fue aprobado por el pleno del congreso el 29 de abril de 2009, por una votación 249 a 175, con el apoyo de 231 demócratas y 18 republicanos.
El 30 de abril de 2009 el congresista republicano Todd Tiahrt comparó la ley con la novela Rebelión en la granja y afirmó que dañaría la libertad de expresión. Los congresistas demócratas George Miller y Dutch Ruppersberger que no habían podido estar presentes en la votación pero que hubieran votado a favor. En cambio el congresista republicano Michael Burgess afirmó que la ley federal ya era suficiente para prevenir los crímenes de odio y que si hubiera estado presente hubiera votado en contra.
El 8 de octubre de 2009 el congreso aprobó la ley de prevención de crímenes de odio Matthew Shepard y James Byrd, Jr. como parte del informe del congreso para la autorización de defensa para el año fiscal 2010. La votación fue 281 a 146, con el apoyo de 237 demócratas y 44 republicanos.

#### Senado

Representación territorial del senado que aprobó la enmienda 1511 por 63 a 28.
Ambos senadores votaron sí
Un senador votó sí, el otro no votó
Un senador votó sí, otro no
Un senador votó no, otro no votó
Ambos votaron no
Ninguno de los dos votó

El proyecto de ley se remitió de nuevo al senado, donde fue presentado por Kennedy el 28 de abril de 2009. La versión del proyecto para el senado tuvo 45 proponentes para el 8 de julio de 2009.
El 25 de junio de 2009 el comité judicial del senado mantuvo una vista sobre este proyecto de ley. El fiscal general Eric Holder declaró a favor del proyecto, la primera vez que un fiscal general declaraba a favor de esta ley. Durante su declaración Holder mencionó sus afirmaciones sobre un proyecto similar de junio de 1998 (la ley de prevención de crímenes de odio de 1998, S.1529), justo un mes antes del asesinato de Matthew Shepard. Según la CNN Holder dijo que el FBI había registrado más de 77.000 incidentes por delitos de odio entre 1998 y 2007, o lo que es lo mismo casi un delito de odio cada hora de cada día a lo largo de la década. Holder hizo hincapié en que una de sus prioridades personales es hacer todo lo posible para asegurar que esta legislación crítica finalmente se convirtiera en ley.
El reverendo Mark Achtemeier de la facultad de teología de la universidad de Dubuque, Janet Langhart, cuya obra se estrenaba en el Museo del Holocausto de EE. UU. en la época en que fue tiroteado y Michael Lieberman de la Liga Antidifamación también declararon a favor del proyecto. Gail Heriot de la comisión de derechos civiles de EE. UU. y Brian Walsh de la fundación Heritage declararon en contra del proyecto.
La ley Matthew Shepard Act se convirtió en una enmienda a la ley de autorización de defensa nacional para el año fiscal 2010 (S 1390 Archivado el 12 de diciembre de 2012 en Wayback Machine.) por 63 votos a favor y 28 en contra el 15 de julio de 2009. Como respuesta al senador Jeff Sessions (un oponente de la ley Matthew Shepard), se añadió una enmienda en la versión del senado para los crímenes de odio que permitía a los fiscales pedir la pena de muerte para los asesinos por delito de odio.
El proyecto de ley consiguió el apoyo de cinco senadores republicanos: Susan Collins (ME), Dick Lugar (IN), Lisa Murkowski (AK), Olympia Snowe (ME) y George Voinovich (OH).

### Aprobación
La ley fue aprobada por el senado al ser aprobada la ley de defensa el 23 de julio de 2009. Como la versión de la ley de defensa originalmente aprobada por el congreso no incluía la legislación de delitos de odio requería ser aprobada por el comité del congreso. El 7 de octubre de 2009 el comité del congreso publicó la versión final de la ley con la enmienda de ley de delitos de odio, el informe de la comisión pasó al congreso el 8 de octubre de 2009. El 22 de octubre de 2009 se aprobó en una votación por 64 a 35, el informe del congreso fue finalmente aprobado por el senado por una votación de 68 a 29. La ley fue firmada por el presidente Barack Obama el 28 de octubre de 2009.